# 大泉博子
大泉 博子（おおいずみ ひろこ、1950年1月20日 ‐ ）は、日本の政治家、厚生官僚。衆議院議員（1期）、山口県副知事などを務めた。

## 経歴
東京都立西高等学校を経て1972年に東京大学教養学部（国際関係論分科）を卒業し、当時の厚生省に入省。国連児童基金（ユニセフ）インド事務所計画評価官、児童家庭局企画課長、社会・援護局企画課長などを歴任。この間、1977年にミシガン大学大学院で行政学修士を取得している。
1998年から3年間、山口県副知事を務めた。

## 人物

### 統一教会との関係
- 世界平和統一家庭連合（旧統一協会）の関連組織「世界平和教授アカデミー」[2]が発行する雑誌『世界平和研究』に数回寄稿した（2018年夏秋季号、2019年夏季号など）[3]。
- 2019年10月5日、統一教会の関連団体「天宙平和連合」（UPF-Japan）は、国際会議「ジャパンサミット＆リーダーシップカンファレンス」をホテルナゴヤキャッスルで開催[4][5]。韓鶴子や梶栗正義が壇上に上がった同会議の分科会に大泉は出席し、スピーチした[6]。

### その他
- 選択的夫婦別姓制度導入に賛同[7]。
- 趣味は語学[1]。
- 茨城県つくば市在住。

## 選挙
- 2003年：第43回衆議院議員総選挙（山口1区）に民主党公認で立候補、高村正彦に敗れる。
- 2004年：第20回参議院議員通常選挙（山口県選挙区）に民主党公認で立候補、岸信夫に敗れる。
- 2009年：第45回衆議院議員総選挙（茨城6区）から民主党公認・国民新党推薦で立候補、丹羽雄哉を破って初当選。
- 2012年：第46回衆議院議員総選挙（茨城6区）から民主党公認で立候補、丹羽雄哉・狩野岳也の後塵を拝し、議席を失う。
- 2016年：つくば市長選挙に元市長の藤澤順一の支援を受けて立候補するも落選[8]。

## 著書
単著
- 「なぜ・今・インドに」雪華社
- 「インドから考えるアジア」學生社
- 「ワシントンハイツ横丁物語」日本放送出版協会
- 「現代好色五人女」河出書房新社
- 「私はグッドルーザー」文芸社

章の執筆
- 「日本占領の正体」重ね地図シリーズ　東京　マッカーサーの時代編　別冊 光村推古書院